# Wailaki (langue)
Le wailaki, aussi appelé Eel River, athapascan Eel River ou déné Eel River, est une langue athapascane de la côte pacifique éteinte qui était parlée jusque dans les années 1960 par les Atabaskans d'Eel River (en) dans la réserve indienne de Round Valley dans le nord de la Californie. Elle comptait quatre dialectes principaux parlés par les peuples Sinkyone, Wailaki, Nongatl et Lassik.